# Herceg Novi (stad)

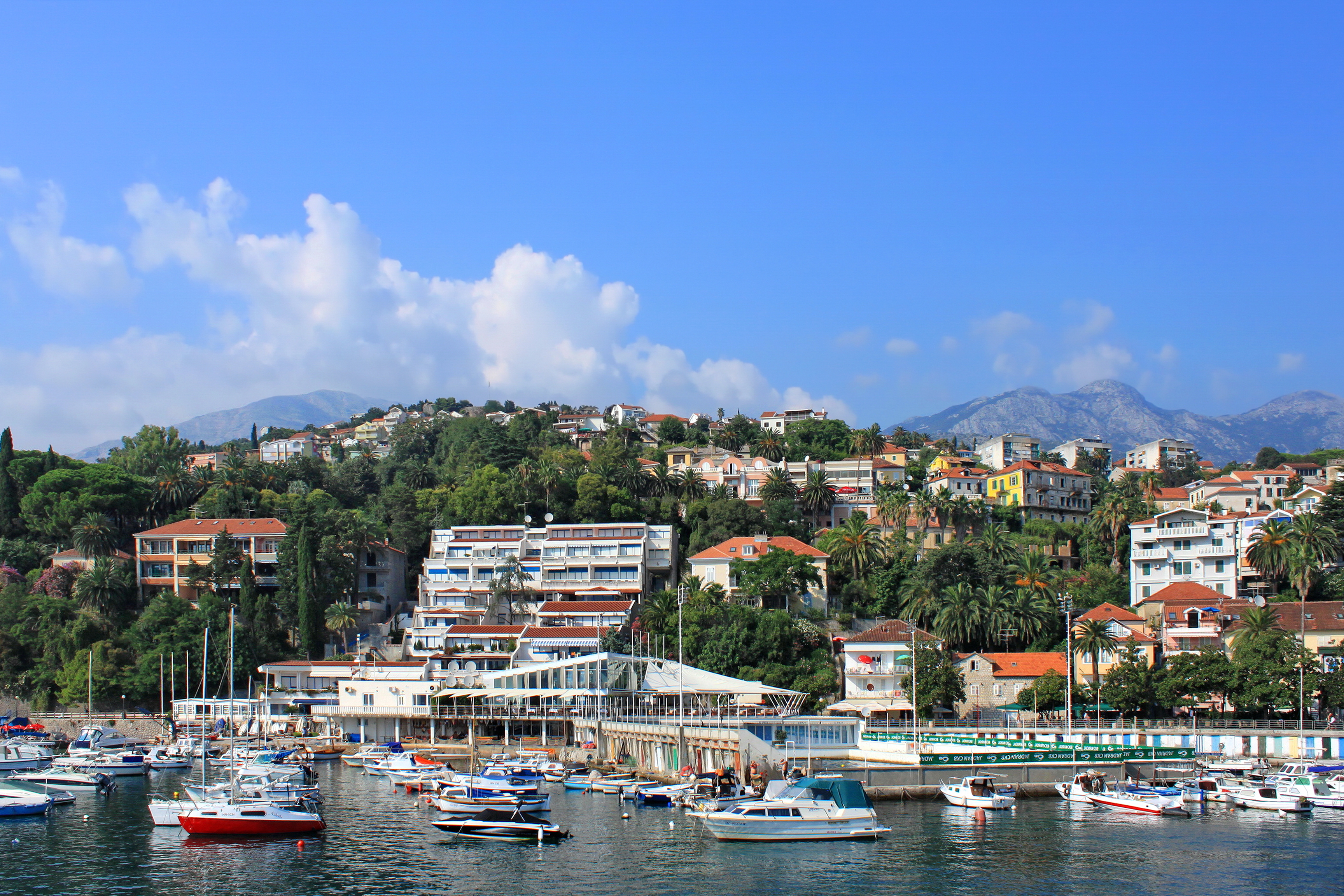
Gezicht op de stad van de haven.

Herceg Novi (Montenegrijns: Херцег Нови) is een kuststad aan de Baai van Kotor in het noordwesten van Montenegro. De stad stond vroeger ook bekend als Castelnuovo ('nieuw kasteel'). De stad had in 2003 bijna 18.000 inwoners (52% Serviërs, 28% Montenegrijnen, 2% Kroaten, 1% moslims en 14% anderen). Het is een bekende toeristenplaats en de hoofdplaats van de gemeente Herceg Novi.

## Geboren in Herceg Novi
- Dejan Dabović (1944-2020), waterpolospeler